# Трокаола
Трокаола — револьверы испанской фирмы «Трокаола, Арансабаль и Ко» (Trocaola, Aranzabal y Cia) выпускавшиеся в период с начала ХХ-го века и до середины 1930-х годов. Также известны под обозначением T.A.C. (аббревиатура полного названия компании).

## Трокаола, Арансабаль и Ко
Как и многие другие испанские оружейные фирмы того времени, Трокаола выпускала копии удачных образцов оружия заграничной разработки. Первоначально копировались Смит-Вессоны с переламывающейся рамкой, позднее Смит-Вессон Милитари энд Полис и Кольт Полис позитив.
Описание некоторых моделей:
Подражание переломным Смит-Вессонам. В 1900 году компанией «Трокаола, Арансабаль» был создан этот револьвер который является точной копией Смитa-Вессонa. У оружия разъемная рамка, круглый ствол с мушкой, вставленной в прорезь на верхней планке. Целик находится на предохранительной защёлке Т-образной формы. При размыкании корпуса оружия, ствол опускается вниз, автоматически приходит в действие экстрактор и выбрасывает стреляные гильзы.
Подражания Смит-Вессону Милитари энд Полис.
- Карманная модель, калибр .32 Д.
- Карманная модель, калибр .32 Сп.
- Модель 333, калибр .32-20.
- Копия Смит-Вессона 1905, калибр .38 Сп, также 8 мм Лебель (для французской армии в годы Первой мировой войны).
- Военная модель, калибр .44 Сп.

Подражания Кольту.
- Корсо, калибр .32 Д.
- Пара-Босино, калибр .32 Д.